# チャールズ・フェアファクス (第6代フェアファクス子爵)
第6代フェアファクス子爵チャールズ・フェアファクス（英語: Charles Fairfax, 6th Viscount Fairfax、1715年10月23日没）は、アイルランド貴族。

## 生涯
ニコラス・フェアファクス（Nicholas Fairfax、1703年2月26日没、第2代フェアファクス子爵トマス・フェアファクスの息子ニコラスの息子）とメアリー・ウェルド（mary Weld、トマス・ウェルド/ウィリアム・ウェルドの娘）の息子として生まれた。
1711年7月6日に父方の祖父の兄チャールズが死去すると、フェアファクス子爵の爵位を継承した。
1715年10月23日に生涯未婚のまま死去、11月2日に埋葬された。叔父チャールズが爵位を継承した。